# Stephen McManus
Stephen McManus (Lanark, 10 settembre 1982) è un allenatore di calcio ed ex calciatore scozzese, di ruolo difensore centrale.

## Carriera

### Club
Ha esordito in prima squadra nel corso della stagione 2003-2004, sotto la guida del tecnico Martin O'Neill, ma è diventato titolare inamovibile soltanto sotto la gestione di Gordon Strachan.
Nella stagione 2005-2006, ha messo a segno ben 8 reti, di cui 7 nella Scottish Premier League.
Indossò per la prima volta la fascia di capitano del Celtic nella stagione 2006-2007 per l'assenza di Neil Lennon ed il 31 luglio 2007 divenne ufficialmente il capitano.
Al termine della stagione 2008-2009 l'allenatore Gordon Strachan lascia la panchina del Celtic per quella del Middlesbrough; i dirigenti del club di Glasgow chiamano così alla guida della squadra l'inglese Tony Mowbray. Non essendo mai entrato nelle grazie del nuovo manager, agli inizi del 2010 McManus viene ceduto per 1,5 milioni di sterline al Middlesbrough, voluto dallo stesso Gordon Strachan.
Nel febbraio del 2012 il Middlesbrough cede McManus in prestito al Bristol City sino al termine della stagione.
Rientrato nel proprio club di appartenenza, nell'estate del 2012 McManus ritrova Tony Mowbray come nuovo manager del Middlesbrough; rispetto ai tempi del Celtic il rapporto tra l'allenatore inglese e il difensore della nazionale scozzese non è per nulla mutato e di conseguenza Stephen si trova costretto a trascorrere anche la stagione 2012-2013 in prestito al Bristol City.
Nell'estate del 2013 McManus viene ingaggiato dal Motherwell.

### Nazionale
Ha esordito con la Scozia l'11 ottobre 2006 contro l'Ucraina, nella partita persa 2 a 0 a Kiev.
Dopo l'esclusione di Barry Ferguson dalla Nazionale (aprile 2009), McManus è diventato il nuovo capitano.

## Palmarès

### Giocatore

#### Competizioni nazionali
- Campionato scozzese: 4

Celtic: 2003-2004, 2005-2006, 2006-2007, 2007-2008
- Coppa di Scozia: 3

Celtic: 2004, 2005, 2007
- Coppa di Lega scozzese: 2

Celtic: 2006, 2009